# Cerbalus psammodes
Cerbalus psammodes là một loài nhện trong họ Sparassidae.
Loài này thuộc chi Cerbalus. Cerbalus psammodes được Gershom Levy miêu tả năm 1989.